# Villarrubia de los Ojos
Villarrubia de los Ojos es un municipio y localidad española de la provincia de Ciudad Real, en la comunidad autónoma de Castilla-La Mancha. El término municipal, en cuyo territorio se encuentra el paraje de los Ojos del Guadiana, cuenta con una población de 9620 habitantes (INE 2024).

## Toponimia

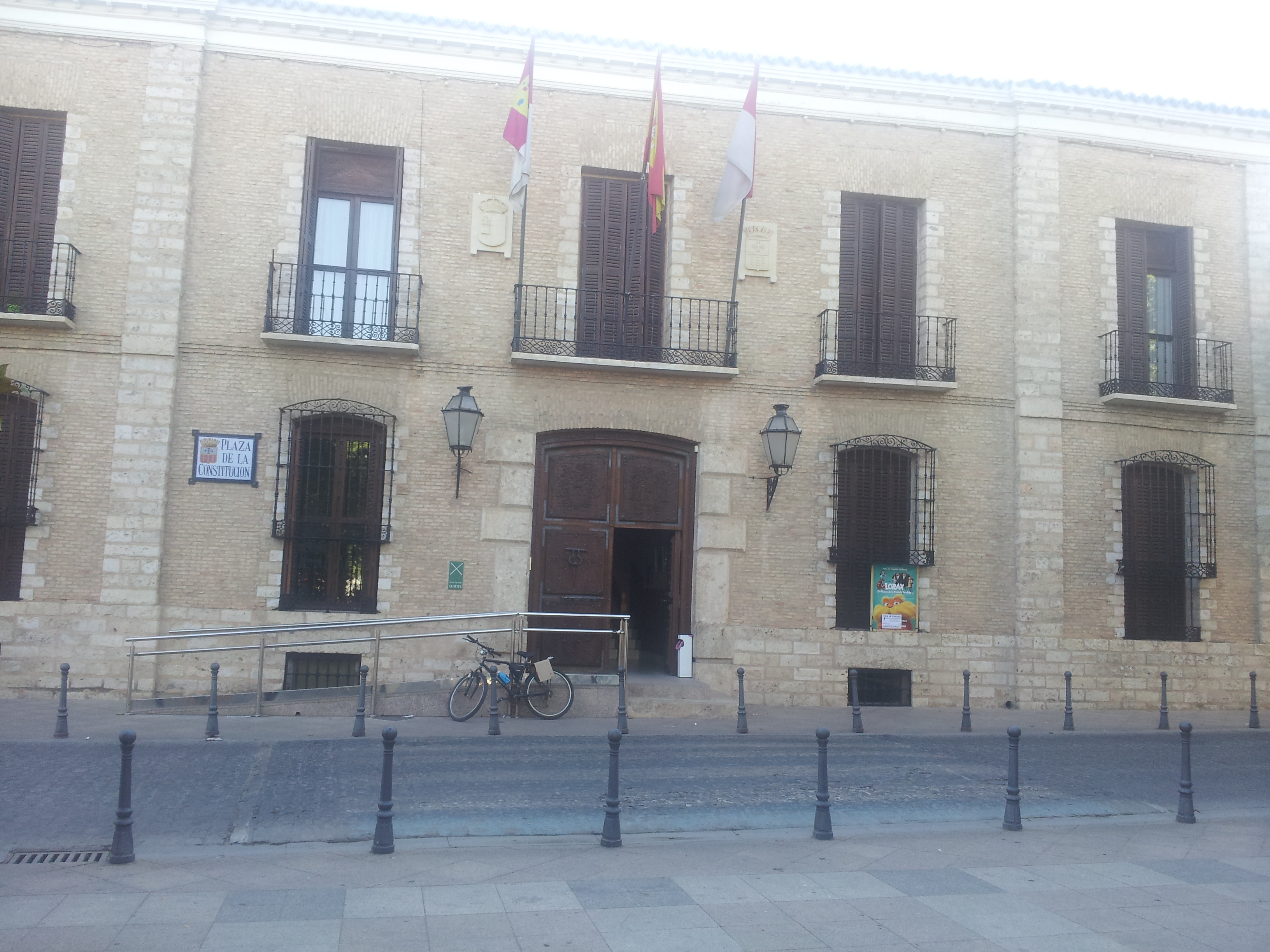
Casa consistorial

El primer nombre con que figura el pueblo es el de Rubeum, denominación puramente latina que se da a la condición de terreno rubio o rubial. Al nombre Rubeum, se añadió en el siglo XI el calificativo de villa, naciendo así el nombre de Villa Rubeum, palabras que, posteriormente, se unieron y convirtieron en Villarrubia al desaparecer el latín. No será hasta el siglo XVI cuando se le añade el adjetivo de los Ajos, cuando en esta villa había muchos cañamares donde se recogía gran cantidad de este vegetal. También se decía que en estos cañamares se sembraba mucha Rubia, planta muy valiosa en aquellos tiempos para los drogueros. Hasta llegar al siglo XVIII no aparece el nombre completo de Villarrubia de Los Oxos del Guadiana, y por desuso del topónimo «del Guadiana», en el siglo XVIII pasó a llamarse Villarrubia de Los Ojos. Durante los siglos XIX y XX aparece de forma intermitente, dependiendo del documento o medio escrito el nombre de "Villarrubia de los Ojos" o "Villarrubia de los Ojos de Guadiana".

## Geografía física

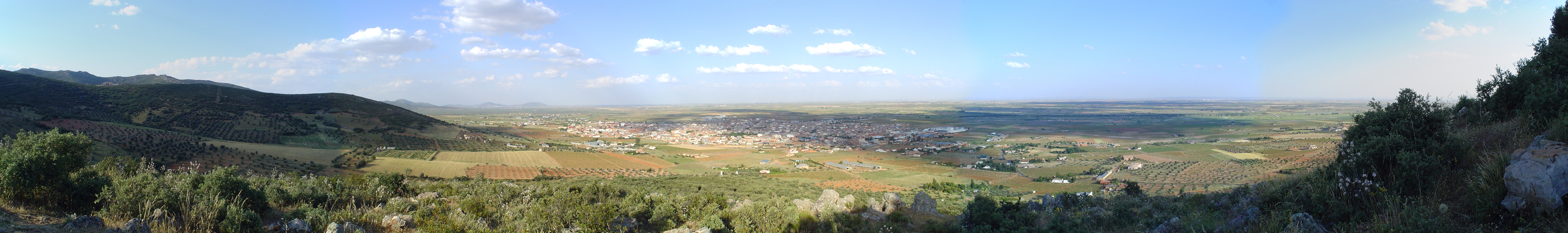
Villarrubia de los Ojos desde el Mirador de La Mancha.

Integrado en la comarca de La Mancha de la provincia de Ciudad Real, se sitúa a 49 km de la capital provincial. El término municipal está atravesado por la carretera CM-420 (antigua N-420 entre los pK 240 y 241), además de por la carretera CM-4120, que une Puerto Lápice con Fuente el Fresno, y otras carreteras locales que comunican con Daimiel y otras carreteras cercanas.   
El relieve del municipio es muy llano en la mitad sur y montañoso en la mitad norte. Por su territorio discurren los ríos Cigüela y Guadiana y, en el límite con Daimiel y Las Labores, se encontraban los llamados Ojos del Guadiana, donde se decía que reaparecía el río tras esconderse en Argamasilla de Alba.  
La zona montañosa al norte forma parte de los Montes de Toledo, formando parte de sus estribaciones. Se trata de un relieve muy antiguo en el que predominan los materiales cuarteticos y pizarrosos con alternancia de elevaciones y depresiones. Destacan los picos Liondal (1117 m), Chupadero (1139 m) y Alamillo (1213 m). La zona llana forma parte de la llanura manchega. Una parte de las zonas húmedas de Villarrubia de los Ojos forma parte del parque nacional de las Tablas de Daimiel y una parte de la zona de sierras se encuentra también protegida como parte de la Red Natura 2000. La altitud oscila entre los 1213 m (Alamillo) y los 607 m a orillas del río Guadiana. El pueblo se alza a 624 m sobre el nivel del mar.   
| Noroeste: Fuente el Fresno y Urda (Toledo) | Norte: Urda (Toledo), Consuegra (Toledo) y Madridejos (Toledo) | Noreste: Herencia (exclave)            |
| Oeste: Fuente el Fresno                    |                                                                | Este: Las Labores y Arenas de San Juan |
| Suroeste: Daimiel                          | Sur: Daimiel                                                   | Sureste: Daimiel                       |

## Historia
En el actual término municipal de Villarrubia de los Ojos se encuentran restos arqueológicos muy variados que confirman la presencia humana a lo largo de miles de años. Algunos de estos yacimientos han sido excavados sistemáticamente.
Hay constancia de la presencia íbera, romana y árabe en este territorio a través de los diferentes yacimientos arqueológicos encontrados. La villa perteneció unos pocos años del siglo XII a la Orden de San Juan, para pasar posteriormente a formar parte de la Orden de Calatrava hasta el siglo XVI en que fue enajenada por el rey-maestre al conde de Salinas. Estas dos instituciones se ven reflejadas en el escudo oficial (la cruz de la orden militar, y los besantes del linaje Sarmiento).
La población morisca en España consistía en unas 325 000 personas en 1609, cuando se decidió expulsarlos de los reinos de la Monarquía Hispánica que contaba unos 8,5 millones de habitantes. Aunque estaban concentrados sobre todo en los reinos de Aragón (20 % de la población) y de Valencia (33 % del total), en Castilla estaban más dispersos, llegando en algunos casos, aunque excepcionales, a concentrarse en torno al 50 % de la población, como en Villarrubia de los Ojos, como estudió concienzudamente el hispanista Trevor J. Dadson, a quien hay dedicada una calle en la localidad. En este ejemplo concreto, el ejercicio de la desobediencia civil impidió efectivamente su desarraigo.
A mediados del siglo XIX, el lugar contaba con una población censada de 5415 habitantes. La localidad aparece descrita en el decimosexto volumen del Diccionario geográfico-estadístico-histórico de España y sus posesiones de Ultramar de Pascual Madoz de la siguiente manera:

VILLARRUBIA DE LOS OJOS DE GUADIANA: v. con ayunt. en la prov. de Ciudad-Real (6 leg.), part. jud. de Daimiel (3), aud. terr. de Albacete (28), dióc. de Toledo (16), c. g. de Castilla la Nueva (Madrid 27). sit. á la falda SE. de unas elevadas sierras en sitio pintoresco; es de clima templado; reinan los vientos S. y O. y se padecen pulmonías y tercianas: tiene 1,100 casas, casi todas de 2 pisos, algunas muy buenas, y entre ellas es la mejor el palacio del Sr. duque de Hijar; forman entradas públicas, con una plaza, una plazuela y varias calles empedradas, llanas y de anchura regular; hay casa de ayunt.; cárcel; escuela de niños, dotada con 2,200 rs. de los fondos públicos, á la que asisten 130; otra de niñas con 1,460 rs. de dotacion, en la que se educan 60; igl. parr. (la Asuncion de Ntra. Sra.) con curato de segundo ascenso de patronato del Sr. duque de Hijar; el edificio es todo de canteria, y la torre, en la que se halla el reloj, está sin concluir: un conv. suprimido de Capuchinos, en buen estado; varios solares de ermitas dentro y fuera de la v. y 2 cementerios, el uno junto á la parr., capaz y ventilado, y el otro en los afueras que es el que se usa. Se surte de aguas potables en las fuentes de las inmediaciones, que la tienen muy esquisita. Confina el térm. por N. con el de Fuente del Fresno; E. Arenas de San Juan; S. Daimiel; O. Malagon, estendiéndose de legua y media á tres, y comprende el santuario de Ntra. Sra. de la Sierra, á 2 leg. de dist., entre las asperezas que se encuentran al NO. de la v.; buen arbolado de olivos y plantío de viñas, tierras de pasto y labor y una vega bastante estensa, por medio de la cual corre el r. Gigüela. El terreno es llano, escepto en la parte N. por la cual se estiende la cord. de sierras en dirección de E. á O., que principia cerca de Consuegra y se enlaza con los montes de Toledo: los caminos vecinales: el correo se recibe en Villarta de San Juan por balijero tres veces á la semana. prod.: aceite, en bastante cantidad, granos de todas clases, cáñamo, vino, legumbres, frutas y verdura; se mantiene ganado lanar, cabrio, vacuno, yeguar, mular de labor y muchas caballerías menores, y caza mayor y menor en abundancia. ind. y comercio: telares de paños y lienzos del pais, una tahona, 12 molinos y prensas de aceite y uno de harina; hay 4 tiendas de géneros, algunas mas de abaceria, y se trafica en los frutos de sus cosechas. pobl.: 1,083 vec., 5,415 almas. cap. imp.: 950,000 rs. contr.: 135,441 rs. 15 mrs. presupuesto municipal: 26,522, del que se pagan 3,300 al secretario, y se cubre con el producto de la mitad de pastos del térm., que pertenecen á propios, el ramo de correduria, fiel medidor, y repartimiento vecinal.
(Madoz, 1850, pp. 279-280)

Sucesos de 1934
El 14 de mayo de 1934, una manifestación de obreros que llevaba a la cabeza a mujeres y niños marchó hasta el Ayuntamiento de Villarrubia, con protestas airadas contra el alcalde radical Pedro Cid. Los tres guardias municipales dispararon primero al aire, pero viéndose en peligro, dispararon a la multitud. Murieron dos manifestantes -Juan Buitrago y Antonio Redondo- y hubo ocho heridos, alguno de gravedad. El gobernador ordenó el cierre de la Casa del Pueblo de la localidad y fueron detenidos el teniente de alcalde socialista, un concejal del mismo partido y otros diez afiliados.

## Economía
El municipio centra su economía en el sector primario, destacando la cooperativa vinícola más antigua de España con actividad ininterrumpida, que en 2017 cumplió un siglo de actividad.

## Administración
| Periodo   | Nombre                   | Partido |
| --------- | ------------------------ | ------- |
| 1979-1983 | Ricardo San Pastor       | UCD     |
| 1983-1987 | Ricardo San Pastor       | AP      |
| 1987-1991 | Ricardo San Pastor       | CDS     |
| 1991-1995 | Felipe López Úbeda       | PSOE    |
| 1995-1999 | Ricardo San Pastor       | PP      |
| 1999-2003 | Fernando García Santos   | PSOE    |
| 2003-2007 | Fernando García Santos   | PSOE    |
| 2007-2011 | Fernando García Santos   | PSOE    |
| 2011-2015 | Encarnación Medina       | PP      |
| 2015-2019 | Encarnación Medina       | PP      |
| 2019-2023 | Miguel Ángel Famoso Fino | PSOE    |

## Comunicaciones

### Transporte público
Por carretera, Villarrubia se sitúa en las rutas Ciudad Real-Fuente el Fresno-Villarrubia de los Ojos, Ciudad Real-Alcázar de San Juan-Pedro Muñoz, Malagón-Madrid y Daimiel-Villarrubia de los Ojos, todas pertenecientes a la compañía INTERBUS, en la concesión estatal VAC-231 Madrid-Agudo (heredera de la VAC-116 de AISA). También existen líneas de Sanfiz y HBV para el transporte de trabajadores a Madrid.
No existe conexión por ferrocarril, aunque en tiempos pasados existía una delegación de Renfe para la facturación de mercancías. Las estación más cercana es Daimiel, aunque se utilizan más las de Ciudad Real y Alcázar de San Juan.

### Carreteras
- CM-4120: comunica Fuente el Fresno con Puerto Lápice, pasando por Villarrubia y Las Labores. En dirección oeste, hay desvíos para dos carreteras locales que llevan a las ermitas de San Cristóbal y de la Virgen de la Sierra, emplazándose en la primera el complejo turístico llamado Mirador de la Mancha, y ya en Fuente el Fresno, cruza con la N-401, por lo que es muy utilizada para los viajes a Ciudad Real y a Toledo. En dirección noreste, utilizando parte de la N-420 en las inmediaciones de Puerto Lápice, permite tomar la A-4 en dirección Madrid.
- CM-4126: comunica Villarrubia con Villarta de San Juan, pasando por Arenas de San Juan. A partir del cruce dentro de Villarta con la antigua N-IV, llega como CM-3113 a Argamasilla de Alba y Tomelloso.
- CM-9323: comunica la cooperativa El Progreso con la CM-4120 hacia Fuente el Fresno.
- CR-200: comunica Villarrubia con Urda, pasando por los puertos de los Santos y Ciudad Real. Cruza con la Cañada Real Soriana Oriental y con la colada que se dirige a Consuegra. En el límite provincial de Ciudad Real con Toledo cambia su nombre a TO-3268.
- CR-201: comunica Villarrubia con Daimiel, utilizando parte de la N-420a. Cruza el río Cigüela y su afluente Madre Chica. Permite también la comunicación con Ciudad Real por medio de la N-430 y la A-43.
- CR-2012: comunica Villarrubia con Manzanares, utilizando parte de la CR-201 y pasando por los Ojos del Guadiana, donde se cruza con la N-420. A partir de este cruce es llamada CR-2031. También es utilizada por los villarrubieros para tomar la autovía A-4 en dirección Andalucía.
- Camino de Griñón, camino de Griñón a Molemocho y camino de Molemocho: pistas asfaltadas que comunican Villarrubia con el parque nacional de las Tablas.

## Demografía
Villarrubia de los Ojos cuenta con una población de 9620 habitantes (INE 2024).
| Gráfica de evolución demográfica de Villarrubia de los Ojos entre 1842 y 2021                                       |
| |
| Población de derecho según los censos de población del INE Población de hecho según los censos de población del INE |

La evolución demográfica de Villarrubia de los Ojos durante los siglos XX y XXI se diferencia considerablemente de lo ocurrido con la inmensa mayoría de municipios de Ciudad Real y de Castilla-La Mancha. Se da un crecimiento muy importante desde el inicio del siglo XX que no se interrumpe con la Guerra Civil —como en el resto de municipios—, sino que se produce un descenso porcentual, pero se mantiene la tendencia de crecimiento. Esta tendencia no se frena e invierte hasta los años ochenta (1981-1990) en que se pierde población. Sin embargo, en los noventa vuelve a recuperar contingentes demográficos para mantenerse con muy ligeras oscilaciones. Lo que tiene de particular este comportamiento demográfico es que de los ciento cuatro municipios de la provincia de Ciudad Real, la inmensa mayoría habían sufrido lo que se denomina como "sangrías demográficas", es decir pérdidas muy importantes mientras que sólo unos cuantos municipios no se habían comportado así, además de la capital de la provincia que venía creciendo ininterrumpidamente.
El inicio del siglo XXI será testigo de otro modelo demográfico completamente diferente, ya que se produce el fenómeno de la inmigración. El crecimiento que se produce en los últimos años es muy fuerte debido a la llegada de inmigrantes, mayoritariamente procedentes de Rumanía.
| 5337          | 5407 | 6407 | 6939 | 7653 | 7907 | 8609 | 9043 | 9144 | 8896 | 9446 | 11 185 | 11 119 | 11 072 | 10 494 |
| (Fuente: INE) |      |      |      |      |      |      |      |      |      |      |        |        |        |        |

Datos desde 1991 y hasta 2015 según las cifras oficiales del Instituto Nacional de Estadística y Panadero Moya y Sánchez López.
En la década de 1990 se empezaron a publicar los datos del censo de población en España en los años terminados en uno en lugar del cero, para adaptarse a la práctica del resto de países.

## Religión
La patrona de Villarrubia de los Ojos es la Virgen de La Sierra. Existe un santuario con este nombre a doce kilómetros del municipio, desde Villarrubia, por la CM-4120 dirección Fuente el Fresno, tras unos nueve kilómetros, aparece bien señalizado un camino asfaltado, de unos dos kilómetros, que lleva hasta el mismo santuario. La festividad de la Virgen de la Sierra se celebra el día ocho de septiembre coincidiendo con su estancia en el pueblo. La imagen se trae al pueblo corriendo, generalmente el tercer domingo de agosto y es llevada de vuelta a su santuario el tercer domingo de noviembre. En estos tres meses la imagen permanece en la parroquia de Nuestra Señora de la Asunción.
El día de la festividad de la Virgen de la Sierra, se celebra una Eucaristía en su honor y una procesión con la imagen y con los estandartes que representan a las dieciocho villas que componen la Orden de San Juan de Jerusalén y el estandarte mayor de la localidad.
En Villarrubia hay tres hermandades de Pasión que reciben los nombres de "los blancos", "los moraos" y "los verdes" haciendo alusión a los colores de las túnicas con las que se sale en procesión en Semana Santa, pero cuyo nombre real es Real, Servita y Franciscana Hermandad de la Soledad, de la Vera Cruz y de San Cristóbal, Hermandad de Jesús Nazareno y Santísimo Cristo en la Agonía y Hermandad de Jesús en el Descendimiento y María Santísima de la Esperanza. También están las hermandades de Ntra. Sra. de la Sierra, de San Antonio Abad, la de la Virgen del Carmen" y la de "San Isidro Labrador y Sta. María de la Cabeza". Esta última cuenta con una ermita en la calle Convento. La de Soledad posee la ermita de San Cristóbal a extramuros de la Villa. Las demás tienen sus Casas de Hermandad respectivas.
Existe un convento de Monjas Clarisas, el Monasterio de Nuestra Señora de la Soledad, y otro de Hermanas Dominicas de la Enseñanza de la Inmaculada Concepción. También está presente en el pueblo la Orden Franciscana Seglar, la rama seglar de la Familia Franciscana, formada por casi un centenar de miembros que se reúnen mensualmente para vivir su carisma franciscano y para celebrar, junto a las Monjas Clarisas, las fiestas de San Francisco de Asís y de Santa Clara de Asís, así como otras propias de la Familia Franciscana, tal como San Antonio de Padua (13 de junio) o Nuestra Señora de los Ángeles (2 de agosto) y la de Santa Isabel de Hungría (17 de noviembre).

## Festividades
- San Antón. Día 17 de enero. Fiesta en honor del patrón de los animales. Se celebran las tradicionales hogueras en su víspera por la noche y el reparto del "puñao" de garbanzos y cacahuetes, que corre a cargo del Mayordomo, es decir, el hermano al que le haya tocado el santo durante ese año. La Hermandad compra un cerdo para rifarlo igualmente el día del Santo.
- Semana Santa. Conjunto de siete desfiles procesionales en los cuales las 3 cofradías de Villarrubia de los Ojos, popularmente conocidos como "Los verdes", cuyo nombre es Hermandad de Jesús en el Descendimiento y María Santísima de la Esperanza, los blancos, cuyo nombre es Real,Servita y Franciscana Hermandad de la Soledad,de la Vera Cruz y de San Cristóbal y los "moraos", cuyo nombre es Hermandad de Jesús Nazareno y Santísimo Cristo en la Agonía hacen vida la Pasión de Cristo y los Dolores y Soledad de su Madre por las calles villarrubieras. Desde 2014 la Semana Santa ha sido declarada Fiesta de Interés Turístico Regional. La procesión más emotiva son "Los Encuentros",la madrugada del Vienes Santo, con Jesús Nazareno,la Virgen de los Dolores y la Verónica y las Santas Mujeres. Los pasos de nuestra Semana Santa son: Jesús entrando en Jerusalén (Borriquilla), Niño de la Bola, Beso de Judas, Virgen de la Amargura, la Flagelación, Jesús Nazareno, Virgen Niña, La Verónica y las Santas Mujeres de Jerusalén, María Santísima de los Dolores, la Oración en el Huerto, Niño Carpintero, Virgen de la Esperanza, Descendimiento, Cristo de la Agonía, Vera Cruz (Calvario), Santo Sepulcro, La Piedad, Nuestra Señora de la Soledad y el Resucitado. Sin duda alguna, es la festividad más importante de Villarrubia de los Ojos, en la que más población activa participa y en la que más turistas nos visitan.
- Romería del Lunes de Resurrección. Después de la Semana Santa, tiene lugar la tradicional romería del Lunes de Resurrección que es una costumbre antiquísima que se viene realizando en nuestro pueblo. Es fiesta local y todos los villarrubieros marchan en peregrinación al santuario de Nuestra Señora la Santísima Virgen de la Sierra a festejar la Resurrección de Cristo.
- Romería de la Cruz de Mayo (San Cristóbal). Se celebra el primer domingo de mayo. La gente de la localidad marcha al cerro donde está ubicada la ermita, de la que se tiene constancia desde antes del año 1575. Desde este lugar se divisan unas de las vistas más excepcionales de la llanura manchega. Es tradición subir este día a comerse el tradicional hornazo que como es sabido está realizado con masa de pan endulzada (torta) y el huevo puesto encima sujetado con una cruz de masa, todo cocido al horno y después se reparte el famoso "Bateo" (trigo tostado a mano de forma artesanal). La Hermandad de la Soledad, de la Vera-Cruz y de San Cristóbal, que le da culto a San Cristóbal, es la encargada de su realización. Es la única romería de este pueblo que aun conserva su esencia primigenia. Los niños que son apuntados a la Hermandad de la Cruz de Mayo de un año a la Cruz de Mayo del año siguiente reciben como ofrenda un pequeño hornazo que San Cristóbal lleva a sus pies. Se celebra una Misa de Campaña en el Altar de la Cruz de Mayo y una procesión de San Cristóbal por la sierra. También se subastan los hornazos donados por las panaderías locales y una pequeña imagen del Santo.

- Fiestas de San Cristóbal. Desde el año 1986 la Hermandad de la Soledad, de la Vera Cruz y de San Cristóbal realiza las fiestas de San Cristóbal en el mes de julio: una semana con actos religiosos y culturales que comienzan con la bajada del Santo el primer sábado de julio y finalizan el segundo domingo de julio, en el que, a las 10.30 de la mañana, es celebrada una Solemne Función Religiosa y acto seguido, con el Santo en la puerta del templo, se inicia la bendición de todos los vehículos que desfilan a continuación, y en coche descubierto, preparado para el efecto, el Santo es llevado a su ermita, formándose una larga caravana detrás de Él que culminan en lo alto del cerro. Destacan a lo largo de estos días de celebración la Misa Manchega en honor de San Cristóbal, a cargo de la Agrupación Folklórica "Señora de la Sierra, el triduo, exposiciones, charlas, etc.
- Mayos: Fiesta recuperada por la Agrupación Folklórica "Señora de la Sierra". Consiste en cantar los tradicionales "Mayos" por las "Cruces" instaladas en diversos lugares de la localidad y en domicilios particulares, así como en la puesta en escena de bailes regionales.
- Romería en honor a la Virgen de la Sierra. También conocida como la Romería del Tercer Domingo de mayo. Esta celebración se hace en honor de Nuestra Patrona la Virgen de la Sierra y se ha hecho tradicional entre los pueblos vecinos a nuestra localidad, se viene celebrando desde 1968. A diferencia de la romería del Lunes de Resurrección, en ésta la Virgen es sacada en procesión y llevada en andas hasta el altar construido para la celebración de la misa, una vez terminada la liturgia la Virgen es transportada de nuevo hasta su ermita entre constantes muestras de fe de sus fieles.
- San Isidro. Día 15 de mayo. Después de oficiada la misa en la ermita del Santo, éste es sacado en procesión por las calles de la localidad. Es costumbre sortear el Santo, al igual que en la fiesta de San Antón, al que le toque el Patrón es el llamado Mayordomo y corre con los gastos del clásico "puñao" y "limoná". Es tradicional que la Hermandad de San Isidro organice un concurso de pesada de racimos de uva blanca y tinta, después hacen el prensado de la uva a la antigua usanza dando a degustar el primer mosto de la campaña de vendimia. Esta celebración se realiza en los días centrales de las ferias y fiestas de Villarrubia de los Ojos.
- Corpus Christi. El Señor Sacramentado sale a las calles que han sido engalanadas previamente con colgaduras, altares y alfombras realizados por las Hermandades de Jesús Nazareno, la Soledad, la Esperanza, San Isidro y la Virgen de la Sierra, por la Orden Franciscana Seglar y por las Asociaciones Agrupación Folklórica "Señora de la Sierra" y Afammer.
- Octava del Corpus. El Santísimo Sacramento es sacado de nuevo en procesión ocho días después del Corpus Christi por las calles del barrio de la Soledad. La Hermandad de la Soledad, de la Vera Cruz y de San Cristóbal se encarga de organizar la procesión y de engalanar las calles con colgaduras, alfombras, tomillo y romero y altares. También los vecinos colocan altares al paso de Cristo Sacramentado.
- Día del madrugador. El primer sábado del mes de agosto. Se celebra Día del Madrugador en honor a los trabajadores de nuestra localidad que van a Madrid todos los días a trabajar. Es una forma de reconocer el sacrificio de esos padres de familia que durante toda su vida se esfuerzan por salir adelante. La verbena tiene una gran afluencia popular participando los vecinos de la localidad.
- Bajada de Ntra. Sra. Patrona desde la ermita al pueblo. El tercer domingo de agosto. En plena tarde tiene lugar la bajada de la imagen de Nuestra Venerada Madre desde su santuario a la villa para que esté en el pueblo durante los días que se celebran las fiestas en su honor. Esta tradición tan arraigada en la cultura popular viene celebrándose desde mediados del siglo XIX, con profunda devoción la imagen es acompañada por los villarrubieros que la llevan en andas durante todo el trayecto, parando cuatro veces para rezarle. El camino se realiza andando o corriendo. Una vez que llegan al pueblo es recibida por las autoridades y se hace una pequeña procesión hasta su llegada a la parroquia.
- Las ferias y fiestas de la localidad se realizan durante los días 7 y 12 de septiembre. Durante los días previos está la Semana Cultural, una semana plagada de actos culturales, entre los que destaca el Certamen de Coros y Danzas, el acto más antiguo de la Semana Cultural con más de 40 años de solera, protagonizado por la Agrupación Folklórica "Señora de la Sierra".
- El día 8 de septiembre es fiesta local, celebrándose la fiesta de nuestra Patrona, la Virgen de la Sierra. En este día se realiza una función solemne y una procesión con la Venerada Imagen por las calles del pueblo, yendo acompañada por los 18 estandartes que representan a las villas que integran el territorio de la antigua Orden de San Juan de Jerusalén y el Estandarte Mayor de nuestra localidad.
- San Francisco de Asís, Santa Clara de Asís y Santa Isabel de Hungría. El primero se celebra el 4 de octubre, la segunda el 11 de agosto y la tercera del 17 de noviembre. Son fiestas exclusivamente religiosas. En las tres tiene lugar un Triduo y el día de la fiesta una Solemne Función Religiosa. Son preparadas por las Monjas Clarisas y por la Orden Franciscana Seglar. Tras las Funciones los Franciscanos Seglares preparan un aperitivo para todos los asistentes en las dependencias del convento de las Monjas. La última de las tres, la de Santa Isabel, se celebra en la parroquia a cargo de la Orden Franciscana Seglar de nuestro pueblo.
- Llevada de la Virgen al Santuario. Último domingo de noviembre. Una vez que las fiestas han pasado, la Virgen permanece en Villarrubia hasta el último domingo del mes de noviembre. Este día la Patrona es trasladada al Santuario acompañada por todos los vecinos de la localidad que la llevarán a la ermita donde permanecerá hasta el año siguiente que la trasladarán para la celebración de las ferias y fiestas. Destaca la Misa Manchega en honor a la Virgen de la Sierra a cargo de la Agrupación Folklórica "Señora de la Sierra", realiza la noche anterior a la llevada.
- Navidad. Durante el periodo de fiestas navideñas, se ha hecho tradicional en esta localidad, la "ruta de belenes", organizada por la Asociación de Belenistas de Villarrubia de los Ojos, que permite visitar los belenes directamente en las casas de los vecinos que así lo permitan. A esta muestra llegan visitantes de otras localidades vecinas y, año a año, se han ido haciendo belenes más completos y detallados, el más grande de ellos incluye numerosas figuras articuladas. También destacaba hasta el año 2021 el "Belén Cofrade" de la ermita de San Cristóbal, preparado por la Hermandad de la Soledad, con imágenes de Semana Santa.

## Deportes
En Villarrubia de los Ojos se practican numerosos deportes. Existen diversas asociaciones y equipos deportivos, entre los que se encuentra el Villarrubia CF.
El 29 de junio de 2019, asciende a segunda división B, siendo así el mejor equipo de la provincia de Ciudad Real.
En la temporada 2020-21 desciende al Grupo XVIII de la tercera división.